# IPhone 4S
iPhone 4S là một điện thoại thông minh với màn hình cảm ứng được Apple Inc phát triển, sản xuất và đưa ra thị trường. Là thế hệ thứ năm của iPhone, iPhone 4S giữ lại thiết kế bên ngoài của iPhone 4, nhưng có nhiều cải tiến về cấu hình và phần mềm. Thay đổi với phần mềm và phần cứng đem đến giao diện người dùng mới và các chức năng của Apple. Điểm nổi bật bao gồm trợ lý nhận dạng giọng nói Siri, máy tính cá nhân độc lập, nguồn dữ liệu điện toán đám mây và camera được cải thiện.
iPhone 4S là sự kết hợp của một máy tính cầm tay, điện thoại di động, GPS, camera video kỹ thuật số và máy nghe nhạc, cấp nguồn bởi viên pin lithium-ion có thể sạc lại. Nó có một cơ sở hạ tầng trực tuyến để mua nội dung số và các ứng dụng để chạy trên thiết bị, do đó mở rộng khả năng so với sản phẩm tiền nhiệm.
Sau khi được công bố vào ngày 4 tháng 10 năm 2011 trong sự kiện của Apple "Let's Talk iPhone" sự kiện ở Cupertino, California, chiếc iPhone 4S được Apple đã tung ra thị trường vào ngày 14 tháng 10 năm 2011 tại Hoa Kỳ, Canada, Úc, Vương quốc Anh, Pháp, Đức, và Nhật Bản. Lần đầu tiên, sản phẩm này khả dụng cho khách hàng của Sprint.
Đây là chiếc iPhone cuối cùng của Apple được nâng cấp/giới thiệu trước khi cựu CEO của Apple Steve Jobs qua đời.

## Điện thoại đắt nhất thế giới
Điện thoại iPhone 4S đã được độ bởi nghệ nhân người Liverpool Stuart Hughes sử dụng vàng hoa hồng và kim cương với số lượng hạn chế (2 chiếc), giá thành 6 triệu bảng Anh.